# Opuntia acaulis
Opuntia acaulis ist eine Pflanzenart in der Gattung der Opuntien (Opuntia) aus der Familie der Kakteengewächse (Cactaceae). Das Artepitheton acaulis stammt aus dem Lateinischen, bedeutet ‚stammlos‘ und verweist auf die Wuchsform der Art.

## Beschreibung
Opuntia acaulis wächst strauchig, ist etwas ausgestreckt und erreicht Wuchshöhen von bis zu 2 Meter. Ein Stamm wird nicht ausgebildet. Die schmutzig gelblich grünen, eiförmigen bis länglichen Triebabschnitte sind bis zu 20 Zentimetern lang und 13 Zentimetern breit. Die darauf befindlichen Glochiden sind bräunlich. Die fünf bis sechs (selten drei bis sieben) Dornen sind gräulich gelb, nadelig und etwas abgeflacht. Ein bis zwei Dornen sind bis zu 4 Zentimeter lang, die übrigen erreichen eine Länge von bis zu 2 Zentimeter.
Die gelben Blüten erreichen Durchmesser von 1,5 Zentimeter und eine Länge von bis zu 7 Zentimeter.

## Verbreitung, Systematik und Gefährdung
Opuntia acaulis ist im Nordwesten von Haiti verbreitet.
Die Erstbeschreibung wurde 1931 von Erik Leonard Ekman und Erich Werdermann veröffentlicht. Ein nomenklatorisches Synonym ist Consolea acaulis (Ekman & Werderm.) F.M.Knuth (1936).
In der Roten Liste gefährdeter Arten der IUCN wird die Art als „Data Deficient (DD)“, d. h. mit keinen ausreichenden Daten geführt.

## Nachweise